# Schutzpolizei

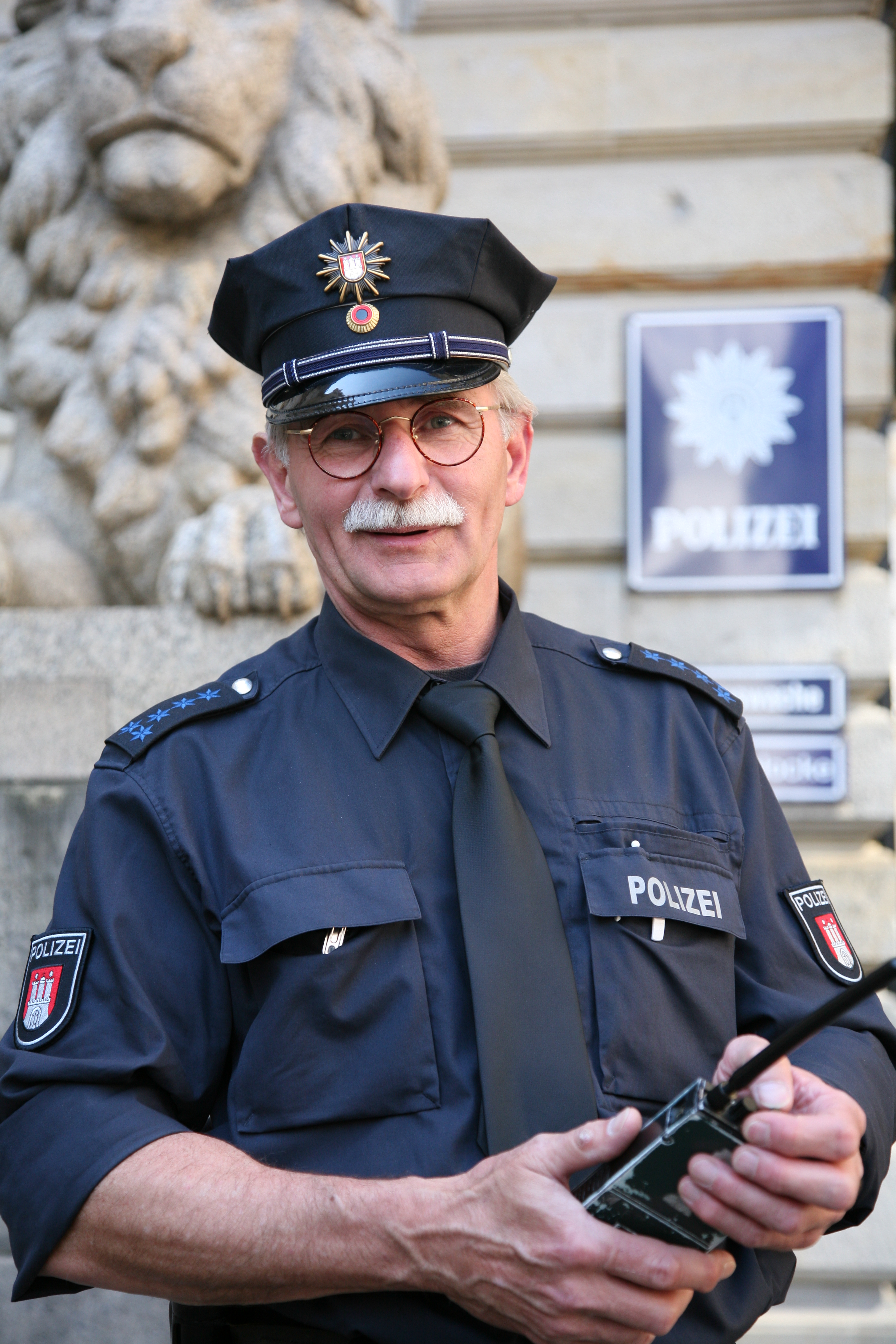
Polițist din Hamburg

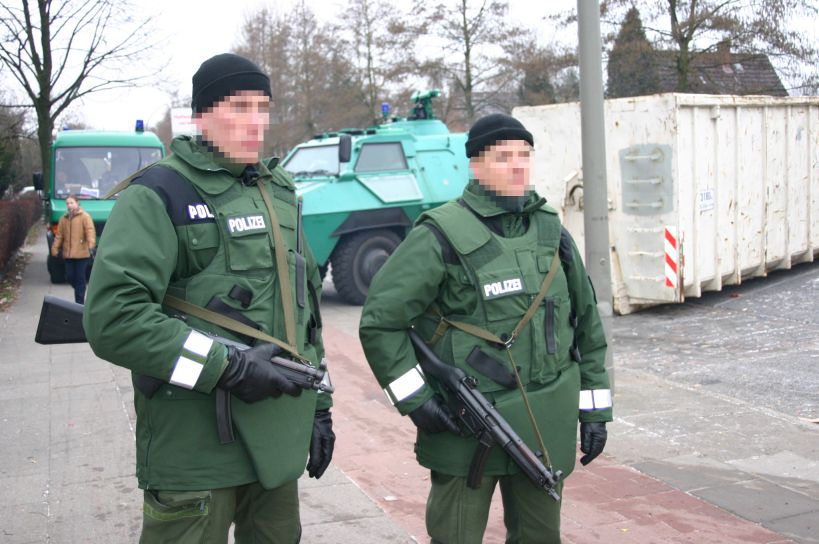
Ofițeri ai Schutzpolizei (2006).

Schutzpolizei, abreviată Schupo, este o ramură a Landespolizei, organul de poliție al landurilor germane. Schutzpolizei înseamnă, literalmente, „poliția de protecție”, deși este tradusă, de obicei, ca poliția în uniformă. Din 1976 angajații Schutzpolizei au purtat uniforme verzi. Începând din anii 2000 polițiștii poartă uniforme albastre.
Schutzpolizei dispune de cel mai mare număr de personal, care este în serviciu timp de 24 de ore pe zi și că ea are, de asemenea, o gamă largă de funcții. La fel ca în multe alte țări, poliția în uniformă germană este, de obicei, prima care ajunge la locul unui incident, fie că este vorba de o crimă sau de un accident de circulație. Ea este responsabilă, de asemenea, cu acțiunea inițială (Erster Angriff), chiar dacă mai târziu, cazul este predat investigatorilor de la Kriminalpolizei (Kripo).
Ofițerii de poliție din cadrul Schutzpolizei sunt responsabili cu păstrarea ordinii publice, prevenirea infracționalității și controlul traficului.

## Istoria
Schupo a apărut în 1872 în orașul Berlin prin sciziune din Kriminalpolizei.
În perioada nazistă, după un decret al lui Hitler din iulie 1936 care „unifica organizarea polițienească din Reich”, Schutzpolizei a făcut parte din noul Ordnungspolizei. Mai târziu, în timpul celui de-al Doilea Război Mondial, Schupo a fost responsabil pentru mai multe masacre împotriva populației civile din Polonia și a comunităților evreiești aflate în ghetourile din Europa de Est.